# CF Laguna
Der Club de Fútbol Laguna war ein mexikanischer Fußballverein aus der Stadt Torreón im Bundesstaat Coahuila.

## Geschichte
Bereits am 16. November 1953 gegründet, war er der älteste von insgesamt drei Vereinen aus der Stadt Torreón, die bisher in der Primera División vertreten waren. Zugleich war er im Sommer 1968 auch der erste Verein, dem der Sprung in die höchste Spielklasse des Landes gelang. Ein Jahr später folgte ihm der CF Torreón und so war die Stadt über einen Zeitraum von fünf Jahren mit zwei Vereinen in der ersten Liga vertreten. Beide bewegten sich aber regelmäßig in der unteren Tabellenregion. Seine beste – und einzige einstellige – Platzierung gelang dem CF Laguna mit dem neunten Rang in der Saison 1975/76. 
Wie sein späterer Nachfolger Santos Laguna wurde der CF Laguna nach dem Landkreis – der Comarca Lagunera – benannt, dessen Zentrum die Stadt Torreón bildet. Der Name „Laguna“ stammt von zwei – inzwischen ausgetrockneten – Lagunen der näheren Umgebung. Die Stadt Torreón bezeichnet sich selbst gerne als „Perla de la Laguna“ (die Perle der Lagune) und hat diesen Leitspruch auch in ihr Wappen integriert. 
Nach einer zehnjährigen Zugehörigkeit zur Primera División wurde der Verein im Sommer 1978 in Deportivo Neza umgewandelt und entsprechend in der ersten Liga ersetzt. 

## Bekannte Spieler
- Hugo René Rodríguez; einziger WM-Teilnehmer (1978) der Vereinsgeschichte.